# Luehea crispa
Luehea crispa är en malvaväxtart som beskrevs av Krapovickas. Luehea crispa ingår i släktet Luehea och familjen malvaväxter. Inga underarter finns listade i Catalogue of Life.